# Giro Donne 2011
Il Giro Donne 2011, ventiduesima edizione della corsa, si è svolto in dieci tappe dal 1º al 10 luglio, per un percorso totale di 921,9 km. È stato vinto dall'olandese Marianne Vos, davanti alla britannica Emma Pooley e alla tedesca Judith Arndt.

## Le tappe
| Tappa  | Data      | Percorso                                   | km    | Vincitore di tappa  | Leader cl. generale |
| ------ | --------- | ------------------------------------------ | ----- | ------------------- | ------------------- |
| 1ª     | 1º luglio | Roma > Velletri                            | 86    | Marianne Vos        | Marianne Vos        |
| 2ª     | 2 luglio  | Pescocostanzo > Pescocostanzo              | 91    | Shara Gillow        | Shara Gillow        |
| 3ª     | 3 luglio  | Potenza Picena > Fermo                     | 104,3 | Marianne Vos        | Marianne Vos        |
| 4ª     | 4 luglio  | Forlimpopoli > Forlì                       | 101   | Ina-Yoko Teutenberg | Marianne Vos        |
| 5ª     | 5 luglio  | Altedo > Verona                            | 129   | Nicole Cooke        | Marianne Vos        |
| 6ª     | 6 luglio  | Fontanellato > Piacenza                    | 128   | Marianne Vos        | Marianne Vos        |
| 7ª     | 7 luglio  | Rovato > Grosotto                          | 122   | Marianne Vos        | Marianne Vos        |
| 8ª     | 8 luglio  | Teglio > Valdidentro                       | 70    | Emma Pooley         | Marianne Vos        |
| 9ª     | 9 luglio  | Agliè > Ceresole Reale                     | 114,8 | Marianne Vos        | Marianne Vos        |
| 10ª    | 10 luglio | San Francesco al Campo (cron. individuale) | 16    | Ina-Yoko Teutenberg | Marianne Vos        |
| Totale | Totale    | Totale                                     | 962,1 |                     |                     |

## Squadre e corridori partecipanti
Partecipano al Giro Donne 2011 sedici formazioni di categoria UCI Women's e una selezione nazionale olandese.
| N.    | Cod. | Squadra                      |
| ----- | ---- | ---------------------------- |
| 1-8   | DPZ  | Diadora-Pasta Zara-Manhattan |
| 11-18 | NLB  | Team Nederland Bloeit        |
| 21-28 | GAU  | Gauss                        |
| 31-38 | LNL  | AA Drink-Leontien.nl         |
| 41-48 | NLD  | Nazionale olandese           |
| 51-58 | HPU  | Hitec Products-UCK           |
| 61-68 | TCW  | HTC-Highroad Women           |
| 71-78 | MIC  | SC Michela Fanini-Rox        |
| 81-88 | TOG  | Top Girls Fassa Bortolo      |

| N.      | Cod. | Squadra                         |
| ------- | ---- | ------------------------------- |
| 91-98   | VAI  | Vaiano-Solaristech              |
| 101-108 | FCL  | Forno d'Asolo-Colavita          |
| 111-118 | MCG  | MCipollini-Giambenini           |
| 121-127 | LHT  | Lotto-Honda Team                |
| 131-138 | BPD  | Bizkaia-Durango                 |
| 141-148 | CWT  | Team Garmin-Cervélo Women       |
| 151-158 | KLT  | Kleo Ladies Team                |
| 161-168 | VLL  | Topsport Vlaanderen-Ridley 2012 |

## Dettagli tappa per tappa

### 1ª tappa
- 1º luglio: Roma > Velletri – 86 km

Risultati
| Pos. | Corridore           | Squadra      | Tempo    |
| ---- | ------------------- | ------------ | -------- |
| 1    | Marianne Vos        | Ned. Bloeit  | 2h11'56" |
| 2    | Ina-Yoko Teutenberg | HTC-Highroad | a 1"     |
| 3    | Emma Johansson      | Hitec        | s.t.     |

| Pos. | Corridore           | Squadra      | Tempo    |
| ---- | ------------------- | ------------ | -------- |
| 1    | Marianne Vos        | Ned. Bloeit  | 2h11'46" |
| 2    | Ina-Yoko Teutenberg | HTC-Highroad | a 5"     |
| 3    | Emma Johansson      | Hitec        | a 7"     |

### 2ª tappa
- 2 luglio: Pescocostanzo > Pescocostanzo – 91 km

Risultati
| Pos. | Corridore      | Squadra | Tempo    |
| ---- | -------------- | ------- | -------- |
| 1    | Shara Gillow   | Bizkaia | 2h37'48" |
| 2    | Sharon Laws    | Garmin  | s.t.     |
| 3    | Sylwia Kapusta | Gauss   | a 10"    |

| Pos. | Corridore      | Squadra | Tempo    |
| ---- | -------------- | ------- | -------- |
| 1    | Shara Gillow   | Bizkaia | 4h49'35" |
| 2    | Sharon Laws    | Garmin  | a 4"     |
| 3    | Sylwia Kapusta | Gauss   | a 16"    |

### 3ª tappa
- 3 luglio: Potenza Picena > Fermo – 104,3 km

Risultati
| Pos. | Corridore    | Squadra      | Tempo    |
| ---- | ------------ | ------------ | -------- |
| 1    | Marianne Vos | Ned. Bloeit  | 2h58'04" |
| 2    | Emma Pooley  | Garmin       | a 19"    |
| 3    | Judith Arndt | HTC-Highroad | a 2'50"  |

| Pos. | Corridore      | Squadra     | Tempo    |
| ---- | -------------- | ----------- | -------- |
| 1    | Marianne Vos   | Ned. Bloeit | 7h50'46" |
| 2    | Sylwia Kapusta | Gauss       | a 8"     |
| 3    | Emma Pooley    | Garmin      | a 36"    |

### 4ª tappa
- 4 luglio: Forlimpopoli > Forlì – 101 km

Risultati
| Pos. | Corridore           | Squadra       | Tempo    |
| ---- | ------------------- | ------------- | -------- |
| 1    | Ina-Yoko Teutenberg | HTC-Highroad  | 1h51'50" |
| 2    | Giorgia Bronzini    | Forno d'Asolo | s.t.     |
| 3    | Monia Baccaille     | MCipollini    | s.t.     |

| Pos. | Corridore      | Squadra     | Tempo    |
| ---- | -------------- | ----------- | -------- |
| 1    | Marianne Vos   | Ned. Bloeit | 9h42'36" |
| 2    | Sylwia Kapusta | Gauss       | a 8"     |
| 3    | Emma Pooley    | Garmin      | a 36"    |

### 5ª tappa
- 5 luglio: Altedo > Verona – 129 km

Risultati
| Pos. | Corridore           | Squadra      | Tempo    |
| ---- | ------------------- | ------------ | -------- |
| 1    | Nicole Cooke        | MCipollini   | 3h07'15" |
| 2    | Marianne Vos        | Ned. Bloeit  | a 4"     |
| 3    | Ina-Yoko Teutenberg | HTC-Highroad | s.t.     |

| Pos. | Corridore      | Squadra     | Tempo     |
| ---- | -------------- | ----------- | --------- |
| 1    | Marianne Vos   | Ned. Bloeit | 12h49'49" |
| 2    | Sylwia Kapusta | Gauss       | a 14"     |
| 3    | Emma Pooley    | Garmin      | a 42"     |

### 6ª tappa
- 6 luglio: Fontanellato > Piacenza – 128 km

Risultati
| Pos. | Corridore           | Squadra       | Tempo    |
| ---- | ------------------- | ------------- | -------- |
| 1    | Marianne Vos        | Ned. Bloeit   | 3h14'07" |
| 2    | Giorgia Bronzini    | Forno d'Asolo | s.t.     |
| 3    | Ina-Yoko Teutenberg | HTC-Highroad  | s.t.     |

| Pos. | Corridore      | Squadra     | Tempo     |
| ---- | -------------- | ----------- | --------- |
| 1    | Marianne Vos   | Ned. Bloeit | 16h03'46" |
| 2    | Sylwia Kapusta | Gauss       | a 24"     |
| 3    | Emma Pooley    | Garmin      | a 52"     |

### 7ª tappa
- 7 luglio: Rovato > Grosotto – 122 km

Risultati
| Pos. | Corridore       | Squadra     | Tempo    |
| ---- | --------------- | ----------- | -------- |
| 1    | Marianne Vos    | Ned. Bloeit | 3h39'00" |
| 2    | Tatiana Guderzo | MCipollini  | a 1'13"  |
| 3    | Lucinda Brand   | AA Drink    | a 1'21"  |

| Pos. | Corridore       | Squadra     | Tempo     |
| ---- | --------------- | ----------- | --------- |
| 1    | Marianne Vos    | Ned. Bloeit | 19h42'36" |
| 2    | Emma Pooley     | Garmin      | a 2'36"   |
| 3    | Tatiana Guderzo | MCipollini  | a 4'51"   |

### 8ª tappa
- 8 luglio: Teglio > Valdidentro – 70 km

Risultati
| Pos. | Corridore    | Squadra     | Tempo    |
| ---- | ------------ | ----------- | -------- |
| 1    | Emma Pooley  | Garmin      | 2h25'45" |
| 2    | Marianne Vos | Ned. Bloeit | s.t.     |
| 3    | Ruth Corset  | Bizkaia     | a 1'29"  |

| Pos. | Corridore    | Squadra      | Tempo     |
| ---- | ------------ | ------------ | --------- |
| 1    | Marianne Vos | Ned. Bloeit  | 22h08'15" |
| 2    | Emma Pooley  | Garmin       | a 2'32"   |
| 3    | Judith Arndt | HTC-Highroad | a 7'39"   |

### 9ª tappa
- 9 luglio: Agliè > Ceresole Reale – 114,8 km

Risultati
| Pos. | Corridore    | Squadra      | Tempo    |
| ---- | ------------ | ------------ | -------- |
| 1    | Marianne Vos | Ned. Bloeit  | 3.12'03" |
| 2    | Emma Pooley  | Garmin       | a 12"    |
| 3    | Judith Arndt | HTC-Highroad | a 22"    |

| Pos. | Corridore    | Squadra      | Tempo     |
| ---- | ------------ | ------------ | --------- |
| 1    | Marianne Vos | Ned. Bloeit  | 25h20'08" |
| 2    | Emma Pooley  | Garmin       | a 2'48"   |
| 3    | Judith Arndt | HTC-Highroad | a 8'07"   |

### 10ª tappa
- 10 luglio: San Francesco al Campo – Cronometro individuale – 16 km

Risultati
| Pos. | Corridore           | Squadra      | Tempo  |
| ---- | ------------------- | ------------ | ------ |
| 1    | Ina-Yoko Teutenberg | HTC-Highroad | 22'17" |
| 2    | Emma Johansson      | Hitec        | a 10"  |
| 3    | Marianne Vos        | Ned. Bloeit  | a 15"  |

| Pos. | Corridore    | Squadra      | Tempo     |
| ---- | ------------ | ------------ | --------- |
| 1    | Marianne Vos | Ned. Bloeit  | 25h42'40" |
| 2    | Emma Pooley  | Garmin       | a 3'16"   |
| 3    | Judith Arndt | HTC-Highroad | a 8'15"   |

## Evoluzione delle classifiche
| Tappa              | Vincitrice          | Classifica generale Maglia rosa | Classifica a punti Maglia ciclamino | Classifica GPM Maglia verde | Classifica giovani Maglia bianca | Classifica italiane Maglia blu |
| ------------------ | ------------------- | ------------------------------- | ----------------------------------- | --------------------------- | -------------------------------- | ------------------------------ |
| 1                  | Marianne Vos        | Marianne Vos                    | Marianne Vos                        | Valentina Scandolara        | Elizabeth Armitstead             | Rossella Callovi               |
| 2                  | Shara Gillow        | Shara Gillow                    | Marianne Vos                        | Valentina Scandolara        | Valentina Scandolara             | Valentina Scandolara           |
| 3                  | Marianne Vos        | Marianne Vos                    | Marianne Vos                        | Marianne Vos                | Rasa Leleivytė                   | Tatiana Guderzo                |
| 4                  | Ina-Yoko Teutenberg | Marianne Vos                    | Marianne Vos                        | Marianne Vos                | Rasa Leleivytė                   | Tatiana Guderzo                |
| 5                  | Nicole Cooke        | Marianne Vos                    | Marianne Vos                        | Marianne Vos                | Rasa Leleivytė                   | Tatiana Guderzo                |
| 6                  | Marianne Vos        | Marianne Vos                    | Marianne Vos                        | Marianne Vos                | Rasa Leleivytė                   | Tatiana Guderzo                |
| 7                  | Marianne Vos        | Marianne Vos                    | Marianne Vos                        | Marianne Vos                | Elena Berlato                    | Tatiana Guderzo                |
| 8                  | Emma Pooley         | Marianne Vos                    | Marianne Vos                        | Emma Pooley                 | Elena Berlato                    | Tatiana Guderzo                |
| 9                  | Marianne Vos        | Marianne Vos                    | Marianne Vos                        | Marianne Vos                | Elena Berlato                    | Tatiana Guderzo                |
| 10                 | Ina-Yoko Teutenberg | Marianne Vos                    | Marianne Vos                        | Marianne Vos                | Elena Berlato                    | Tatiana Guderzo                |
| Classifiche finali | Classifiche finali  | Marianne Vos                    | Marianne Vos                        | Marianne Vos                | Elena Berlato                    | Tatiana Guderzo                |

## Classifiche della corsa

### Classifica generale - Maglia rosa
| Pos. | Corridore         | Squadra      | Tempo     |
| ---- | ----------------- | ------------ | --------- |
| 1    | Marianne Vos      | Ned. Bloeit  | 25h42'40" |
| 2    | Emma Pooley       | Garmin       | a 3'16"   |
| 3    | Judith Arndt      | HTC-Highroad | a 8'15"   |
| 4    | Tatiana Guderzo   | MCipollini   | a 9'09"   |
| 5    | Тat'jana Аntošina | Gauss        | a 12'46"  |
| 6    | Ruth Corset       | Bizkaia      | a 12'58"  |
| 7    | Emma Johansson    | Hitec        | a 14'15"  |
| 8    | Sylwia Kapusta    | Gauss        | a 14'26"  |
| 9    | Shara Gillow      | Bizkaia      | a 15'48"  |
| 10   | Mara Abbott       | Diadora      | a 16'29"  |

### Classifica a punti - Maglia ciclamino
| Pos. | Corridore           | Squadra      | Tempo |
| ---- | ------------------- | ------------ | ----- |
| 1    | Marianne Vos        | Ned. Bloeit  | 111   |
| 2    | Ina-Yoko Teutenberg | HTC-Highroad | 66    |
| 3    | Judith Arndt        | HTC-Highroad | 50    |
| 4    | Emma Pooley         | Garmin       | 50    |
| 5    | Emma Johansson      | Hitec        | 46    |

### Classifica Gran Premio della Montagna - Maglia verde
| Pos. | Corridore       | Squadra      | Tempo |
| ---- | --------------- | ------------ | ----- |
| 1    | Marianne Vos    | Ned. Bloeit  | 54    |
| 2    | Emma Pooley     | Garmin       | 53    |
| 3    | Judith Arndt    | HTC-Highroad | 22    |
| 4    | Ruth Corset     | Bizkaia      | 16    |
| 5    | Tatiana Guderzo | MCipollini   | 15    |

### Classifica giovani - Maglia bianca
| Pos. | Corridore            | Squadra       | Tempo     |
| ---- | -------------------- | ------------- | --------- |
| 1    | Elena Berlato        | Top Girls     | 26h00'48" |
| 2    | Lucinda Brand        | AA Drink      | a 6'59"   |
| 3    | Elisa Longo Borghini | Top Girls     | a 10'29"  |
| 4    | Polona Batagelj      | Bizkaia       | a 14'51"  |
| 5    | Tetjana Rjabčenko    | Forno d'Asolo | a 22'51"  |

### Classifica italiane - Maglia blu
| Pos. | Corridore            | Squadra    | Tempo     |
| ---- | -------------------- | ---------- | --------- |
| 1    | Tatiana Guderzo      | MCipollini | 25h51'49" |
| 2    | Elena Berlato        | Top Girls  | a 8'59"   |
| 3    | Fabiana Luperini     | MCipollini | a 11'19"  |
| 4    | Elisa Longo Borghini | Top Girls  | a 19'28"  |
| 5    | Valentina Carretta   | Top Girls  | a 37'52"  |